# Parafia Podwyższenia Krzyża Świętego w Baranowiczach
Parafia Podwyższenia Krzyża Świętego w Baranowiczach – rzymskokatolicka parafia znajdująca się w diecezji pińskiej, w dekanacie baranowickim, na Białorusi. Najstarsza parafia w mieście.

## Historia
W 1904 Jan Rozwadowski otrzymał od władz carskich pozwolenie na postawienie kaplicy w swoim majątku w Baranowiczach. Zbudowano ją w kolejnym roku. Pierwsze msze święte odprawiał ksiądz z Nowej Myszy. Baranowicze wchodziły w skład dwóch parafii: w Nowej Myszy (okolice dworca Baranowicze Centralne) i w Darewiu (okolice dworca Baranowicze Poleskie).
W 1911 arcybiskup mohylewski Wincenty Kluczyński erygował parafię Podwyższenia Krzyża Świętego w Baranowiczach. W 1917 weszła w skład odrodzonej diecezji mińskiej. 18 października 1925 biskup miński Zygmunt Łoziński konsekrował nowy, drewniany kościół, zbudowany w latach 1924–1925, który zastąpił kaplicę wybudowaną przez Rozwadowskiego. Od 28 października 1925 parafia należy do powstałej w tym dniu diecezji pińskiej. W dwudziestoleciu międzywojennym podejmowano nieudane próby zbudowania murowanego kościoła. W 1936 parafia liczyła ok. 8000 wiernych.
W II Rzeczypospolitej w Baranowiczach utworzono jeszcze dwie parafie katolickie: wojskową przy zbudowanym na początku lat 20. kościele garnizonowym św. Antoniego Padewskiego i Matki Bożej Królowej Korony Polskiej, w której w 1937 otwarto drewnianą kaplicę. Rozpoczęto ponadto niedokończoną przed wybuchem wojny budowę kościoła i klasztoru werbistów.
Po wybuchu wojny, już w czasie I okupacji sowieckiej zniszczono kościół garnizonowy oraz dom parafialny i plebanie parafii Podwyższenia Krzyża Świętego.
Po II wojnie światowej miasto znalazło się w granicach ZSRS. Kościół Podwyższenia Krzyża Świętego pozostawał czynny przez cały okres komunizmu (od 1949 lub 1950, gdy zamknięto i rozebrano kaplicę pw. Matki Bożej Królowej Korony Polskiej, był to jedyny kościół katolicki w mieście). Duchowieństwo oraz wiernych świeckich dotykały jednak prześladowania. Ks. Jan Borysiuk, proboszcz w latach 1933–1947 został aresztowany przez NKWD i skazany na 10 lat łagru. W 1953 zmarł na Syberii.
W latach 1949–1978 proboszczem był ks. Stanisław Rogowski. Trafił on do parafii w 1939 jako neoprezbiter. Po wojnie został proboszczem parafii Matki Bożej Królowej Korony Polskiej. Od aresztowania ks. Borysiuka opiekował się również parafią Podwyższenia Krzyża Świętego, której w 1949 został proboszczem sprawując ten urząd do śmierci.
Od 1978 do 1989 w Baranowiczach nie rezydował żaden ksiądz. Posługę duchową w kościele pełnił ks. Jerzy Rosiak z Połoneczki. Od 1989 przy parafii ponownie mieszkają kapłani.

## Proboszczowie parafii
| imię i nazwisko                     | daty urzędowania   |
| ----------------------------------- | ------------------ |
| ks. Wincenty Franckiewicz           | 1911–1913          |
| ks. Stanisław Ejsmont               | 1913–1916          |
| ks. Mirski (?)                      | 1919               |
| ks. Michał Majewski (administrator) | 1921–1922          |
| ks. Lucjan Żołądkowski              | 1923–1933          |
| ks. Jan Borysiuk                    | 1933–1947 lub 1949 |
| ks. Stanisław Rogowski              | 1949–1978          |
| ks. Antoni Hej                      | 1989–1991          |
| o. Kazimierz Wielikosielec OP       | 1992–1999          |
| ks. Tadeusz Wołos SCI               | 2000–2001          |
| brak danych                         |                    |